# Джеймс Форбс (баскетболіст)
Джеймс Форбс (англ. James Forbes, 18 липня 1952 — 21 січня 2022) — американський баскетболіст.
Срібний призер Олімпійських Ігор 1972 року.